# Jewel
Jewel Kilcher (Payson, Utah; 23 de mayo de 1974), más conocida profesionalmente como Jewel, es una cantautora, actriz, escritora y filántropa estadounidense. Es prima segunda de la actriz Q'Orianka Kilcher.
Jewel debutó con su primer álbum, Pieces of You, el 28 de febrero de 1995, que se convirtió en un éxito de ventas, logrando el disco de platino en doce ocasiones, lo que situó a Jewel como una de las artistas más relevantes de la década de 1990. De su primer álbum se han vendido más de doce millones de copias solo en Estados Unidos. Sus mayores éxitos, "You Were Meant for Me", "Foolish Games" y "Hands", la hicieron conocida en gran parte del resto del mundo. Durante su carrera ha lanzado varios álbumes de estudio, combinando varios géneros musicales en sus trabajos. Perfectly Clear, su primer álbum country, fue lanzado en 2008, debutando en el número uno de la lista Top Country Albums del Billboard con tres sencillos: "Stronger Woman", "I Do" y "Til It Feels Like Cheating". Jewel lanzó su primer álbum independiente, Lullaby, un disco de música infantil lanzado por Fisher-Price, en mayo de 2009.
Desde su debut en 1995, Jewel ha vendido más de 30 millones de copias en todo el mundo. Actualmente ya no compone tanto como solía.

## Biografía
Jewel nació en el estado de Utah, hija de Lenedra Carroll, una artista y representante personal, y de Atz Kilcher, un profesor de música de una escuela primaria, cantante de folk y trabajador social. Su madre es de ascendencia irlandesa y su padre suizo de ascendencia alemana. Pasó la mayor parte de su vida en Homer, Alaska, viviendo con su padre. La casa en la que se crio no tenía cañerías, sino que tenía un pozo en el exterior. Ella y su padre a veces cantaban en algunos bares y tabernas para aumentar sus ingresos. Gracias a estas experiencias aprendió yodel, una técnica vocal que ha usado en muchas de sus canciones. Su padre era mormón, aunque, sin embargo, ambos dejaron de asistir a la iglesia poco antes que ella cumpliera ocho años. Yule Kilcher, su abuelo, fue senador del estado y participó en la redacción de la constitución de la admisión de Alaska como un estado del territorio estadounidense en 1959.
Jewel aprendió a tocar la guitarra mientras estudiaba en la academia de artes de Interlochen, en el estado de Míchigan, donde además perfeccionó su voz operística. Comenzó a escribir canciones a la edad de diecisiete.
Durante un tiempo viajó sola por el país, mientras vivía en su forgoneta, cantando en la calle o en pequeños conciertos. Durante este periodo ganó cierto reconocimiento por cantar en el café Java Joe's en San Diego, California. Su amigo Steve Poltz, del grupo Rugburns, cantaba en los mismos locales. Posteriormente Poltz colaboró con Jewel en algunas canciones cómo "You Were Meant For Me", y también aparece en el segundo videoclip de dicha canción. Jewel también acompañó a los Rugburns en su gira Tiny Lights en 1997. Poltz, además, acompañó a la banda de Jewel en su gira Spirit World Tour en 1999 tocando la guitarra.

## Carrera musical
En 1993 Flea, bajista de Red Hot Chili Peppers, conoció a Jewel en una de sus actuaciones en un café local. Después de la actuación, el bajista australiano fue a la furgoneta donde vivía Jewel y ésta le dio unas canciones. Este describió la voz de la joven cantante como "bella" y "asombrosa".
En agosto de 1993, Jewel fue descubierta por un músico de un grupo local de San Diego que llamó a su representante, Inga Vainshtein, para hablarle de una chica surfera que tocaba los jueves en un café local. Vainshtein acudió a la cita con representantes de Atlantic Records, con quienes firmó un contrato. Jewel apareció en la portada de la revista Time, la primera artista de Atlantic en lograrlo.
Con 19 años lanzó su primer álbum, Pieces of You, en 1995. El álbum se mantuvo en el Billboard 200 durante dos años y vendió más de 12 millones de copias en Estados Unidos. Los sencillos más conocidos de este CD fueron "You were meant for me" y "Foolish Games". Debido a su éxito, cantó el himno nacional estadounidense en la Super Bowl de 1998.
En noviembre de 1998, Jewel sacó su segundo álbum, Spirit, que vendió más de 4 millones de copias en EE. UU. y tuvo mucho éxito con el primer sencillo "Hands", el cual llegó al número uno de las listas de muchos países.
En noviembre de 1999 sacó un disco navideño titulado Joy-A Holiday Collection.
En noviembre de 2001 lanzó el disco This Way, que llegó a vender más de 1 millón de copias en EE. UU. De aquel CD se desprende el primer sencillo que fue de igual forma exitoso y muy promocionado: "Standing Still". Posteriormente, el tema "Serve the Ego" fue remezclado y logró exitosas ventas en las listas Dance de Estados Unidos.
En 2003 sacó el a la par alabado y criticado disco 0304, causando polémica por su repentino destape, ya que Jewel en su videoclip aparecía moviéndose sensualmente y con ropa provocativa, lo cual era inusual y sorprendió a algunos de sus seguidores. En cualquier caso, el primer sencillo, "Intuition", fue todo un éxito en Estados Unidos, haciendo debutar al disco en el puesto número 2 del Billboard 200. Sin embargo, el segundo sencillo, "Stand", no lo fue tanto. Finalmente no vendió tantas copias en su país de origen debido a que el sello canceló promociones más largas y el disco fue cayendo en ventas. No obstante, fue un récord en países como Australia. El tercer sencillo lanzado fue "2 Become 1", que no tuvo videoclip y tampoco mucha difusión en radio. En Australia se lanzó como cuarto sencillo "Sweet Temptation", solo para radio. 0304 es Oro y Platino en Estados Unidos. Además de lo ocurrido ese año también tuvo una participación en VH1 Divas interpretando junto a Beyonce Knowles "Proud Mary", una canción de John Fogerty, cantante y guitarrista así como compositor de la Creedence Clearwater Revival.
En 2006, Jewel deja el pop de su último disco y regresa con su nuevo trabajo "Goodbye Alice in Wonderland". Como ella misma declaró a la prensa, es su "disco más personal desde Pieces of you". El primer sencillo, "Again and Again", tuvo poca radiodifusión y solo llegó al número 80 del Billboard Hot 100. Aunque el disco tuvo buen debut dentro del top10 de Estados Unidos, cayó rápidamente, vendiendo solo 250.000 copias, siendo de ese modo el disco menos vendido de Jewel. En cualquier caso, lanzó el segundo sencillo "Good Day" con un llamativo videoclip y también, un vídeo amateur de la canción "Stephenville, TX", este último como tributo a su lugar de residencia actual.
En 2008 lanza su álbum número 8, el cual marca su debut en el estilo country, llamado  Perfectly Clear, el cual debutó en el top 8 dentro del top 200 Billboard y número 1 en la lista de álbumes country, todo un éxito para Jewel. Su primer sencillo, "Stronger woman", tuvo gran aceptación, llegando al n.º 13 del "top country song". Le siguieron los sencillos "I do" y "Till It Feels Like Cheating".
En 2009 lanzó su noveno álbum, totalmente independiente, llamado Lullaby ("Canciones de Cuna"), y como ella misma lo dijo, consiste en canciones tanto para grandes como para pequeños, más algunas canciones suyas antiguas. El álbum no tuvo ningún corte promocional ni vídeo, aunque cosechó una muy buena crítica.
El 8 de junio de 2010 sale a la venta su décimo, y segundo álbum country, titulado Sweet and wild, donde canciones nuevas y viejas hacen de este álbum uno de los más esperados por sus seguidores. Contiene el sencillo de la banda sonora de Valentine´s day, la canción "Stay Here Forever", que fue todo un éxito. El segundo sencillo fue la deslumbrante balada "Satisfied". El álbum apunta hacia el lado dulce y salvaje de Jewel, tanto en su voz como en su vida diaria.
En el año 2011 regresa con su segundo disco de música infantil, titulado The Merry Goes Round, un disco sin sencillos. Sin embargo, Jewel trabajó ella misma en el diseño del disco, así como escribió canciones propias para el álbum, siendo una de las favoritas de sus seguidores "Play Day".
En 2013, en el mes de febrero, lanzó Greatest hits, sus mejores éxitos de toda su carrera desde su debut en 1995. El álbum incluye éxitos como "Foolish games", "You were meant for me", "Hands", "Intuition" y "Satisfied" (canción nominada al Grammy 2011 por la mejor representación vocal femenina), entre otros. La novedad de este álbum de éxitos es que incluye un nuevo sencillo: "Two hearts breaking", además de dos nuevas versiones de "Foolish games", junto a Kelly Clarkson, y "You were meant for me", junto al trío country Pistol Annies. Este disco debutó en el puesto 107 del top Billboard, saliendo de la lista al poco de cumplir una semana.
El mes de abril del 2013 Jewel lanzó The Greatest Hits Remixed, un disco que remezcla algunos de sus éxitos volviendo al sonido fresco de su alabado y criticado 0304, incluyendo la nueva canción "Two heart breaking", y su primer éxito dance, "Serve the ego", del disco This Way(2001).
En diciembre del mismo año Jewel publica su segundo álbum navideño Let It Snow: A Holiday Collection, el cual no tuvo videoclip. Sin embargo, promocionó la canción "Let it snow! Let it snow! Let it snow!", que fue a cantar en algunos programas de televisión.
En el año 2015 Jewel regresa a la escena musical con su nuevo álbum de estudio Picking Up the Pieces, un trabajo inspirado en lo personal y emocional del que fue su primer trabajo musical, Pieces of You (1995). El primer sencillo fue "My father's daughter", a dúo con la reina del country, Dolly Parton, que tuvo una gran aceptación y a fecha de 2017 el videoclip va camino de un millón de visualizaciones. El segundo videoclip fue "Pretty Faced Fool", con un videoclip con algunas escenas en donde Jewel se muestra sencilla tocando una guitarra. Además de haber lanzado su álbum de estudio, Jewel publicó un libro titulado"Never Broken: Songs Are Only Half the Story, una autobiografía que relata los detalles de su vida desde su infancia hasta su etapa actual.

## Filmografía
- Jewel aparece en la película Ride with the Devil de Ang Lee en 1999
- Participa en la película Ring of Fire de Allison Anders, de 2013, que trata sobre la vida de June Carter, la esposa de Johnny Cash.[11]
- Actúa junto a Colin Ferguson en el género suspense en el film de TV Acusado de asesinato (A Fixer upper mistery), dirigido por Mark Jean.[12]

## Escritos
Publicó en 1998 el poemario A Night Without Armor y una autobiografía llamada Chasing Down the Dawn en 2000 que llegó a vender más de un millón de unidades. En 2012, Jewel publicó el libro infantil That's What I'd Do. En 2013, Jewel publicó el libro infantil Sweet Dreams. En 2015, Jewel publicó sus memorias bajo el título Never Broken: Songs Are Only Half the Story.

## Labor filantrópica
Jewel Kilcher fundó en 1999 la ONG Higher Ground For Humanity con su madre Lenedra J. Carroll y su hermano mayor Shane Kilcher, con el objetivo principal de potabilizar el agua en los países subdesarrollados y a la que contribuye con sus ingresos.
Jewel ha apoyado a la "ONE Campaign" para luchar contra la pobreza extrema en el tercer mundo.
En mayo de 2013, Jewel fue embajadora de la iniciativa ReThink: Why Housing Matters. Apareció en el anuncio de servicio público de la iniciativa, en el que se pedía a los estadounidenses que se replantearan sus opiniones sobre la vivienda pública y consideraran cómo beneficia a las personas de sus propias comunidades.

## Discografía
- 1994: Pieces of You
- 1998: Spirit
- 1999: Joy: A Holiday Collection
- 2001: This Way
- 2003: 0304
- 2006: Goodbye Alice in Wonderland
- 2008: Perfectly Clear
- 2009: Lullaby
- 2010: Sweet and Wild
- 2011: The merry goes round
- 2013: Greatest hits
- 2013: The Greatest hits remixed
- 2013: Let It Snow
- 2015: Picking up the pieces
- 2016: Lullaby
- 2021: Queen of Hearts

Álbum
- 2022: Freewheelin' woman

## Giras musicales
Giras
- 1999: Spirit World Tour
- 2002: This Way World Tour
- 2003-2004: 0304 Acoustic Tour
- 2006: Goodbye Alice in Wonderland Tour
- 2008-2009: Perfectly Clear Acoustic Tour
- 2010: Star Light Café Tour
- 2013: Greatest Hits Tour
- 2015-2016: Picking Up the Pieces Tour

### Promociones
- Save The Linoleum (Promo) 1994
- You Were Meant For Me aka Phyllis Barnabee Finally Gets a Bra (Promo PRCD 6416-2) 1995
- Shiva Diva Doo-Wop
- Bits and Baubles (Promo) 1999

### Bandas sonoras
- "Under the Water" (The Craft) (1996)
- "Sunshine Superman" (Yo disparé a Andy Warhol) (1996)
- "Have a Little Faith in Me" (Phenomenon) (1996)
- "What's Simple is True" (Ride With the Devil) (1999)
- "Sweet Home Alabama" (Sweet Home Alabama) (2002)
- "This Way" (Enough) (2002)
- "Quest For Love" (Arthur and the Invisibles) (2006)
- "Stay Here Forever" (Valentine's Day) (2010)

### Canciones inéditas
Las siguientes canciones son temas previamente no incluidos en ningún álbum que se pueden encontrar en CD, singles, Internet o colaboraciones. Sus seguidores las llaman "Angel Food".
- All the animals (are agree)
- Boy needs a bike
- Carnivore
- Down
- Emily
- Everything Breaks Sometimes
- Flower
- Im Fading
- Jessica
- My Fish Family
- Nicotine Love
- Nikos
- Passing Time
- Race Car Driver
- Rocker Girl
- See Sassy
- Serve the Ego (remix)
- Silver Lining
- Someday Soon (con Garth Brooks)
- Spivy Leeks
- Tiny Love Spaces
- Violet Eyes
- Yodeling
- You can sleep while I drive
- You Make Loving fun

## Libros
- A night without a armor (1998)
- Chasing down the dawn, stories from the road (2000)
- Revealing Jewel An Intimate Portrait from Family and Friends (2003)
- Never Broken: Songs Are Only Half The Story (2015).